# Le Surfulgur
Le Surfulgur (titre original : Second Stage Lensman) est un roman de science-fiction de l'écrivain américain Edward Elmer Smith paru en 1941. Ce roman est le quatrième volume du Cycle du Fulgur dans l'ordre des publications, mais le cinquième volet du cycle dans l'ordre de la narration.

## Édition française
- E. E. « Doc » Smith, Le Surfulgur, traduit de l'américain par Richard Chomet, Albin Michel, coll. « Super-Fiction », no 18, 1976,  (ISBN 2-226-00361-4).